# Loksa (Kuusalu)
Loksa – wieś w Estonii, w prowincji Harju, w gminie Kuusalu.